# Apeadero de Laundos
El Apeadero de Laundos, originalmente denominado Estación de Laundos, fue una plataforma ferroviaria de la Línea de Porto a Póvoa y Famalicão, que servía a la localidad de Laundos, en el ayuntamiento de Póvoa de Varzim, en Portugal.

## Historia
Este apeadero se situaba en el tramo entre Póvoa de Varzim y Fontainhas, que entró en servicio el 7 de agosto de 1878.
En 1913, ostentaba la categoría de estación.